# Hampshire (comté)
Pour les articles homonymes, voir Hampshire.
Le Hampshire (prononcé en anglais : /ˈhæmpʃə(ɹ)/) est un comté anglais situé sur la côte sud de la Grande-Bretagne, en face de l'île de Wight. Son chef-lieu est Winchester et sa plus grande ville est Southampton. Avec une superficie de 3 769 km2, il s'agit du neuvième plus vaste comté traditionnel d'Angleterre, et du plus vaste de l'Angleterre du Sud-Est. D'ouest en est, il est entouré par les comtés du Dorset, du Wiltshire, du Berkshire, du Surrey et du Sussex de l'Ouest.
Il est connu pour être le comté de l'écrivaine Jane Austen, qui utilise le Hampshire comme décor de ses romans, pour le port de Southampton, le port et base navale de Portsmouth, la base militaire à Aldershot, la base aéronautique de Farnborough (scène du célèbre salon aéronautique), les parcs nationaux de la New Forest et des South Downs, et l'ancienne capitale du royaume médiéval de Wessex, Winchester.

## Étymologie
Le nom Hampshire vient du vieil anglais Hamtun, l'ancien nom de la ville de Southampton, et scir « comté ». Il figure sous la forme Hantescire dans le Domesday Book. C'est de cette forme que provient l'abréviation usuelle Hants.
L'État américain du New Hampshire doit son nom au Hampshire anglais.

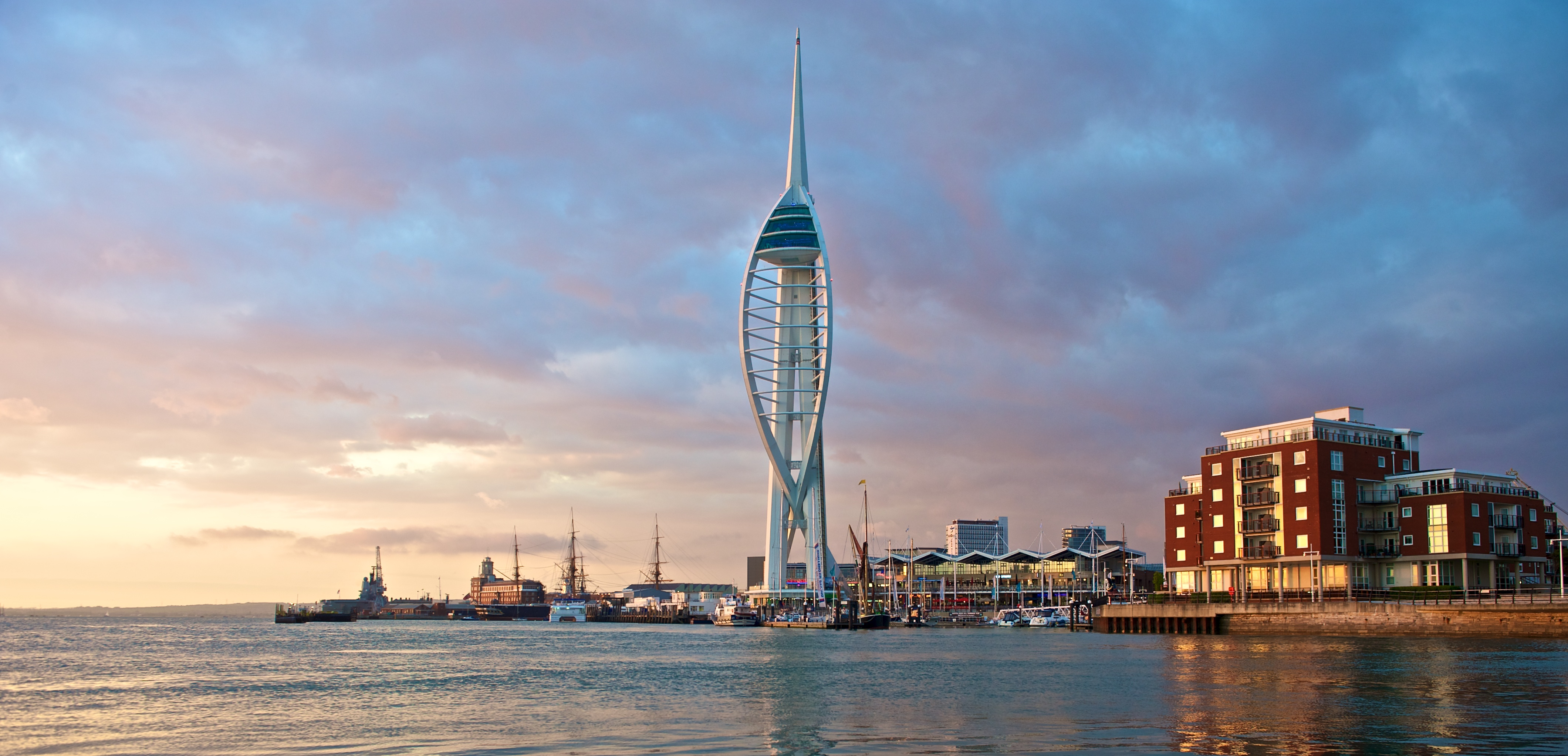
Port de Portsmouth.

## Histoire
Avant la conquête romaine de la Grande-Bretagne, le territoire de l'actuel Hampshire est occupé par les peuples celtes des Atrébates (au nord) et des Belges (au sud), avec pour capitales respectives Calleva Atrebatum (Silchester) et Venta Belgarum (Winchester).
Au haut Moyen Âge, le Hampshire constitue le cœur du royaume anglo-saxon de Wessex. Winchester reste la capitale du royaume d'Angleterre jusqu'à la conquête normande, après quoi elle est supplantée par Londres.
Un aquarelle de William Sawrey Gilpin (1761/62 - 4 avril 1843) représente la côte à Christchurch. elle est conservée au British Museum à Londres.

## Subdivisions
Le Hampshire est subdivisé en onze districts et deux autorités unitaires :

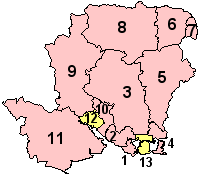
Carte des subdivisions du Hampshire.

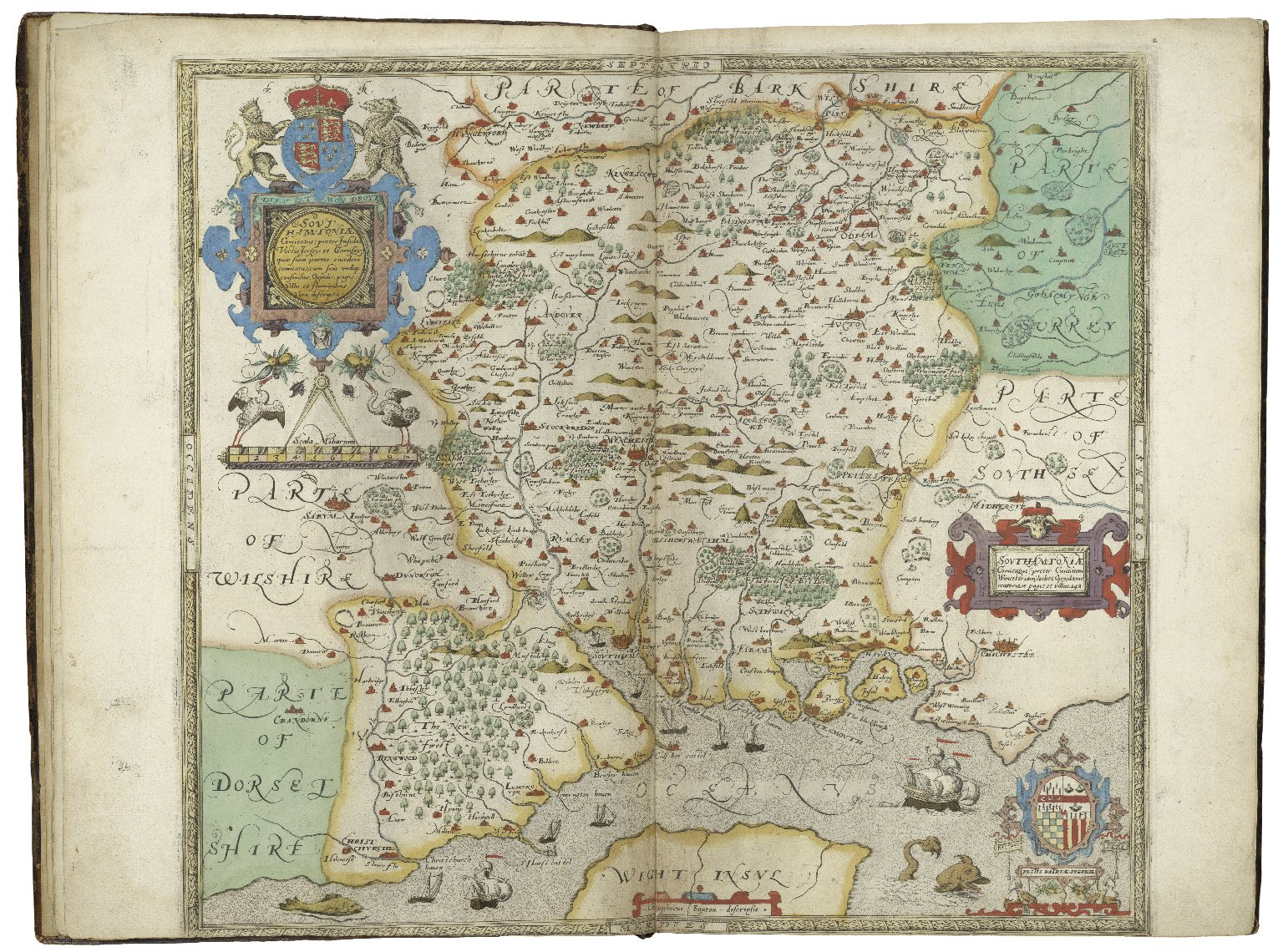
Carte du comté d'Hampshire dans lAtlas of the Counties of England and Wales (1579).

| No | Nom                   | Chef-lieu   | Superficie (km2) | Population (est. 2011) |
| -- | --------------------- | ----------- | ---------------- | ---------------------- |
| 1  | Gosport               | Gosport     | 25,3             | 82 700                 |
| 2  | Fareham (en)          | Fareham     | 74,2             | 111 900                |
| 3  | Cité de Winchester    | Winchester  | 660,9            | 116 800                |
| 4  | Havant (en)           | Havant      | 55,3             | 120 800                |
| 5  | East Hampshire        | Petersfield | 514,4            | 116 000                |
| 6  | Hart                  | Fleet       | 215,3            | 91 700                 |
| 7  | Rushmoor              | Farnborough | 39,0             | 94 400                 |
| 8  | Basingstoke and Deane | Basingstoke | 633,8            | 168 600                |
| 9  | Test Valley           | Andover     | 627,6            | 116 700                |
| 10 | Eastleigh (en)        | Eastleigh   | 79,7             | 125 900                |
| 11 | New Forest            | Lyndhurst   | 753,2            | 176 800                |
| 12 | Southampton (A.U.)    | Southampton | 72,8             | 253 651                |
| 13 | Portsmouth (A.U.)     | Portsmouth  | 40,2             | 205 400                |

## Politique
Le Hampshire comprend dix-huit circonscriptions parlementaires :
| Nom | Nom                          | Nombre d'électeurs (2010) | Membre du Parlement                    |
| --- | ---------------------------- | ------------------------- | -------------------------------------- |
|     | Aldershot                    | 71 908                    | Leo Docherty (Parti conservateur)      |
|     | Basingstoke                  | 75 470                    | Maria Miller (Parti conservateur)      |
|     | East Hampshire               | 72 648                    | Damian Hinds (Parti conservateur)      |
|     | Eastleigh                    | 78 313                    | Paul Holmes (Parti conservateur)       |
|     | Fareham                      | 76 457                    | Suella Fernandes (Parti conservateur)  |
|     | Gosport                      | 72 845                    | Caroline Dinenage (Parti conservateur) |
|     | Havant                       | 70 568                    | Alan Mak (Parti conservateur)          |
|     | Meon Valley                  | 71 291                    | Flick Drummond (Parti conservateur)    |
|     | New Forest East              | 73 542                    | Julian Lewis (Parti conservateur)      |
|     | New Forest West              | 68 987                    | Desmond Swayne (Parti conservateur)    |
|     | North East Hampshire         | 72 548                    | Ranil Jayawardena (Parti conservateur) |
|     | North West Hampshire         | 77 020                    | Kit Malthouse (Parti conservateur)     |
|     | Portsmouth North             | 71 798                    | Penny Mordaunt (Parti conservateur)    |
|     | Portsmouth South             | 71 947                    | Stephen Morgan (Parti travailliste)    |
|     | Romsey and Southampton North | 67 696                    | Caroline Nokes (Parti conservateur)    |
|     | Southampton Itchen           | 74 513                    | Royston Smith (Parti conservateur)     |
|     | Southampton Test             | 71 263                    | Alan Whitehead (Parti travailliste)    |
|     | Winchester                   | 74 138                    | Steve Brine (Parti conservateur)       |

## Îles
- Hayling Island
- Long Island
- Portsea